# Papisa Joana

Representação medieval da Papisa Joana, como João VII
gravura constante do livro Crônica de Nuremberg, de 1493 de Hartmann Schedel

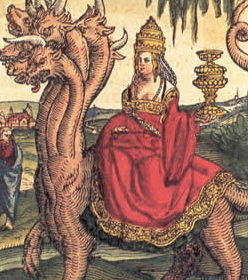
A Papisa Joana representada como o Anticristo, montando a Besta do Apocalipse

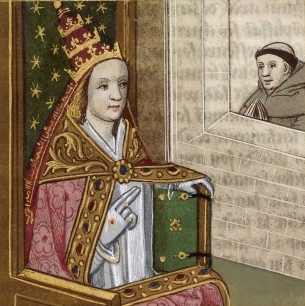
Uma ilustração datada de 1560 (aproximadamente) da Papisa Joana com a tiara papal, absolvendo um monge em confissão.
Acervo da Biblioteca Nacional da França

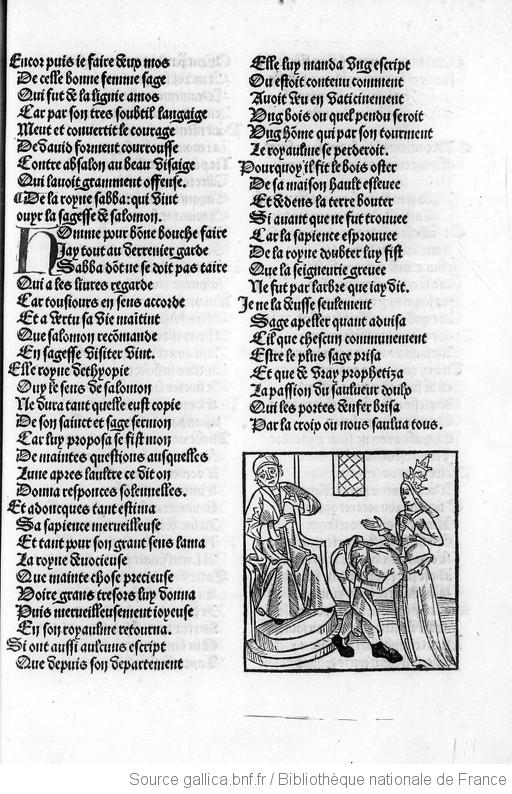
Página do poema Le Champion des Dames, escrito por Martin le Franc,, poeta francês, referindo-se a Joana.

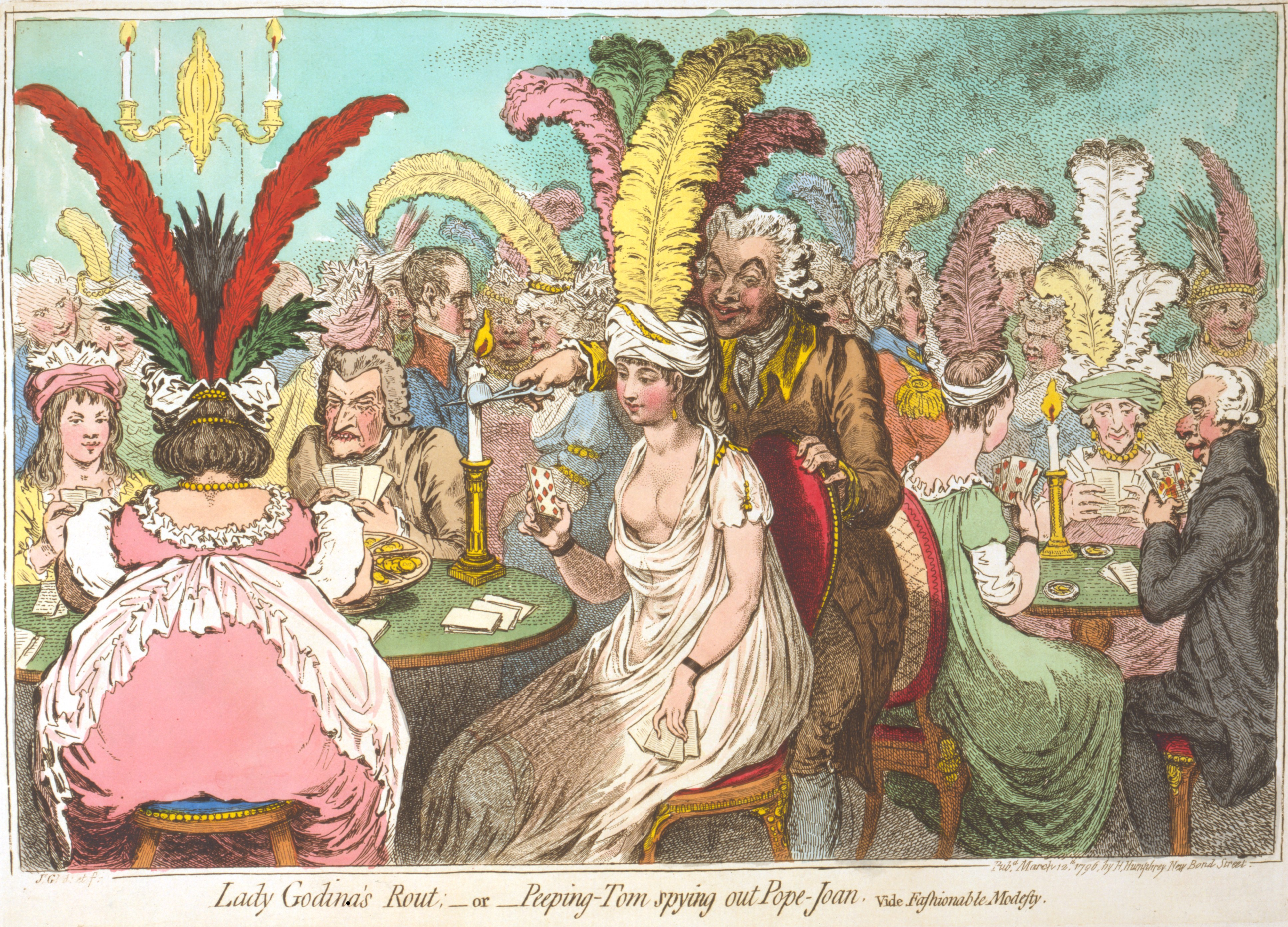
Lady Godina's Rout;—or—Peeping-Tom spying out Pope-Joan
caricatura do jogo da Papisa Joana, por James Gillray, 1796

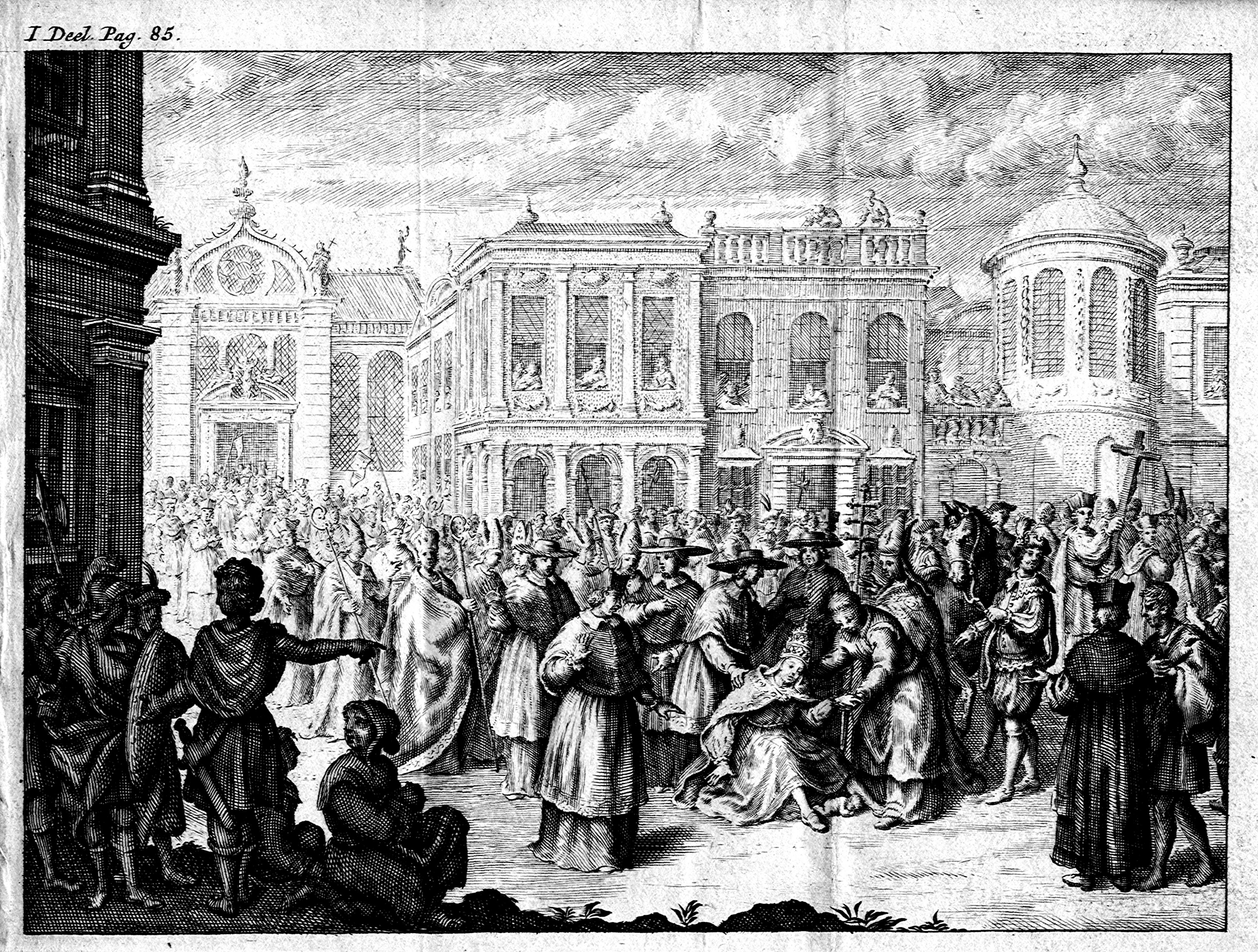
Cena do nascimento da lenda do Papa Joan
representação do período renascentista

A Papisa Joana foi, segundo uma lenda, uma mulher que teria reinado como papa e governado a Igreja Católica por dois ou três anos, durante a Idade Média. Embora a história pretensamente tenha se passado no século IX, só surgiu em crônicas do século XIII, e posteriormente se espalhou por toda a Europa. Conquanto em certos meios lograsse atenção, a lenda não encontra mais nenhum historiador e estudioso moderno que lhe dê crédito. Antes, a reputam como fictícia, possivelmente originada numa sátira antipapal.

## Lenda da Papisa Joana
A lenda aparece pela primeira vez em documentos do início do século XIII, situando os acontecimentos em 1099. Outro cronista, também do século XIII, data o papado de Joana de até três séculos e meio antes, depois da morte do papa Leão IV, coincidindo com uma época de crise e confusão na diocese de Roma. Joana teria ocupado o cargo durante dois ou três anos, entre o papa Leão IV e o papa Bento III (anos de 850 e 858).

## Versões
A história possui várias versões. Segundo alguns relatos, Joana teria sido uma jovem oriental, nascida com o possível nome de Giliberta, talvez de Constantinopla, que se fez passar por homem para escapar à proibição de estudar imposta às mulheres. Extremamente culta, possuía formação em filosofia e teologia. Ao chegar a Roma, apresentou-se como monge e surpreendeu os doutores da Igreja com sua sabedoria. Teria chegado ao papado após a morte do papa Leão IV, com o nome de João VII. A mesma lenda conta que Joana se tornou amante de um oficial da Guarda Suíça e ficou grávida.
Outra versão — a de Martinho de Opava — afirma que Joana teria nascido na cidade de Mogúncia, na Alemanha, filha de um casal inglês aí residente à época. Na idade adulta, conheceu um monge, por quem se apaixonou. Foram ambos para a Grécia, onde passaram três anos, após o que se mudaram para Roma. Para evitar o escândalo que a relação poderia causar, Joana decidiu vestir roupas masculinas, passando assim por monge, com o nome de Johannes Angelicus, e teria então ingressado no mosteiro de São Martinho.
Conseguiu ser nomeada cardeal, ficando conhecida como João, o Inglês. Segundo as fontes, João, em virtude de sua notável inteligência, foi eleito papa por unanimidade após a morte de Leão IV (ocorrida a 17 de julho de 855).
Apesar de ter sido fácil ocultar sua gravidez, devido às vestes folgadas dos Papas, acabou por ser acometida pelas dores do parto em meio a uma procissão numa rua estreita, entre o Coliseu de Roma e a Igreja de São Clemente, e deu à luz perante a multidão.
As versões divergem também sobre este ponto, mas todas coincidem em que a multidão reagiu com indignação, por considerar que o trono de São Pedro havia sido profanado. João/Joana teria sido amarrada num cavalo e apedrejada até à morte. Neste trajeto depois foi posta uma estátua de uma donzela com uma criança no colo com a inscrição Parce Pater Patrum, Papissae Proditum Partum, conforme mais tarde 1375 atestado pelo Mirabilia Urbis Romae.
Noutro relato, Joana teria morrido devido a complicações no parto, enquanto os cardeais se ajoelhavam clamando: "Milagre, milagre!".

## Publicações
A história foi publicada pela primeira vez no século XIII pelo escritor Estêvão de Bourbon (m. 1261), frade dominicano e historiador, reportando-se a lenda ou história espalhada pelos séculos que o precederam (porém sem provas cabais). Em 1886, voltou a ser difundida pelo escritor grego Emmanuel Royidios no romance A Papisa Joana, traduzido para inglês em 1939 pelo escritor Lawrence Durrell.
Mariano Escoto (1028-1086), historiador alemão e monge beneditino, recluso da abadia de Mogúncia, referindo-se a ela em sua  storia sui temporis clara, segundo ele: 

O papa Leão morreu nas calendas de agosto e foi sucedido por Joana, uma mulher, que reinou durante dois anos, cinco meses e quatro dias.

Martino de Troppan, ou Martinus Polonus, padre dominicano, do século XIII, capelão papal, em Roma, em sua Chronica Pontificoram et Imperatorum, diz que:

Depois do papa Leão veio João Anglius, nascido em Mogúncia, que foi papa durante dois anos, sete meses e quatro dias e morreu em Roma após o que houve uma vacância no papado por um mês.

Sigeberto de Gembloux, monge beneditino (1030-1113), em sua Chronica, escreveu:

Houve rumores de que esse João era uma mulher e era conhecida como tal apenas por um companheiro que teve relações com ela e a deixou grávida. Ela deu à luz quando era papa. Por isso alguns historiadores não a incluem na lista dos papas.

Oto de Frisinga (m. 1158), da realeza alemã e bispo de Frisingen, em dos seus sete livros de crônicas narra:

Há uma interrogação a respeito de um certo papa, ou melhor, papisa, que não é incluído na lista dos papas de Roma porque era uma mulher que se disfarçava de homem. Um dia, quando montava a cavalo, deu à luz uma criança.

Godofredo de Viterbo, secretário na corte imperial, lá pelo ano de 1185, diz o seguinte:

Joana, a papisa, não é contada depois de Leão IV.

Jean de Mailly, dominicano francês da cidade de Metz, no ano de 1250, em seu Chronica Universalis Mettensis, diz:

Há uma interrogação a respeito de um certo papa, ou melhor, papisa, que não é incluído na lista dos papas de Roma porque era uma mulher que se disfarçava de homem e a motivo de seus grandes talentos tornou-se secretário curial, cardeal e papa. Um dia, quando montava a cavalo, deu à luz uma criança.

Donna Woolfolk Cross; em seu Pope Joan, editado pela "Geraçao Editorial" em 496 páginas, traz uma minuciosa narrativa sobre a história, os fatos antecedente e posteriores.
Martin le Franc, (1410-1461), poeta francês, originário da Normandia, reitor em Lausanne e um secretário do papa Nicolau V (1447-1455) e do antipapa Félix V, em seu poema Le Champion des Dames, faz referência aos paramentos litúrgicos empregados por Joana.
Dennis Barton, em seu Pope Joan , apresenta uma descrição narrativa e pormenorizada.
Rosemary e Darroll Pardoe; em seu "A papisa Joana" The female Pope: The mistery of Pope Joan - The First Complete Documentation of the Facts behind the Legend; editado pela Ibrasa: São Paulo: 1990. Biblioteca Histórica, etc; vol. 38; traz uma narrativa pormenorizada, com fontes, épocas e ligações históricas.
Alain Boureau; The myth of Pope Joan, editado pela University of Chicago, em 5 de janeiro de 2001 - 385 Páginas.
Alexander Cooke, escritor protestante de Oppenheim, em seu Johanna Papissa toti orbi manifestata, de 1616, que, em defesa à sua memória, voltou a enunciá-la nas calendários papistas, de onde ela até então era (e continua sendo) excluída.
Entretanto, à base dos fatos, o teólogo David Blondel, de Amsterdam em um escrito de 1647  e o filósofo alemão Wilhelm Leibnitz, além de enciclopedistas franceses, rotularam a história como falsa. Além destes, seguiram-se outros, como John Thurmaier, o Aventino (?-1534), de Abensberg, Baviera, em seu Annales Boiorum; Onofre Panvínio (?-1568), de Venenza, em seus escritos datados de 1557; Florimundo de Rernond, em seu livro Erreur populaire de la papesse Jeanne, editado em Paris em (1558), que aponta e enuncia as contradições relativas aos fatos sobre a existência histórica do papa Joana e o douto Ignaz von Doellinger e Joan Lockwood O'Donovan, em consideração ao fato consumado de "ser uma lenda", questiona o "onde" e o "por quê" dela ter surgido.
A The Catholic Encyclopedia traz sobre o tema o seguinte resumo:

Depois de Leão IV (847-855), o inglês João (L. Anglois) de Metz ocupou o trono papal por quase três anos, sendo ele, como alegado, uma mulher que, quando moça, foi levada a Atenas por seu amante com roupas de rapaz tendo ela aprendido as ciências dos gregos tão rápido que ninguém a podia igualar. Veio para Roma, onde aperfeiçoou seus conhecimentos, atraindo a atenção de homens estudados(...) e sendo finalmente escolhida como Papa. Ficando grávida de um dos seus atendentes de confiança, deu à luz durante uma procissão de São Pedro para o Lateran (Latrão), morrendo quase instantaneamente em consequência do parto.

Antes da Reforma Protestante, este evento era crido pelos cronistas, bispos e pelos próprios papas.
The Catholic Encyclopedia: 

Nos séculos XIV e XV, a Papisa era citada como personagem histórico, de cuja existência ninguém duvidava. Ela teve seu lugar entre os bustos talhados que ficavam na Catedral de Siena. Sob pedido de Clemente VII (1592-1595), Joana foi transformada no papa Zacarias. O padre João Huss, ao defender sua doutrina diante do Concílio de Constança, referiu-se a ela, mas ninguém questionou o fato de sua existência.

## Investigação
Existem muitas controvérsias sobre esta história. Alguns historiadores tornaram-se partidários de sua veracidade, outros contestaram-na como pura invenção.
Alguns céticos afirmam que o mito pode ter surgido em Constantinopla, devido ao ódio da Igreja Ortodoxa contra a Igreja Católica. O objetivo seria desmoralizar a igreja rival.
Outra vertente é de que este papa seria, na verdade, um eunuco que, por ser castrado, não foi eleito, mas antes rotulado de «mulher».
Outra hipótese é que, no século XIII, o papado tinha um grande número de inimigos, especialmente entre a Ordem dos Franciscanos ou a dos Dominicanos, descontentes com as diversas restrições a que eram submetidas. Para se vingar, teriam espalhado verbalmente a história da papisa.
Barônio considera a papisa um monstro que os ateus e os heréticos tinham evocado do inferno por sortilégios e malefícios. Florimundo Raxmond compara Joana a um segundo Hércules enviado do céu para esmagar a Igreja romana, cujas abominações tinham excitado a cólera de Deus. Contudo, a papisa foi defendida por um historiador inglês chamado Alexander Cook.
No seu libelo, o padre Labbé acusava João Hus, Jerônimo de Praga, Wiclef, Lutero e Calvino de serem os inventores da história da papisa, mas provou-se que, tendo Joana subido à Santa Sé perto de seis séculos antes do nascimento do primeiro daqueles personagens, era impossível que eles tivessem imaginado tal fábula; e que, em todo o caso, Mariano, que escrevera a vida da papisa mais de 50 anos antes deles, não poderia tê-la copiado das suas obras. Eis uma asseveração transcrita de Labbé:

Dou o mais formal desmentido a todos os heréticos da França, da Inglaterra, da Holanda, da Alemanha, da Suíça e de todos os países da Terra para que possam responder com a mais leve aparência de verdade à demonstração cronológica que publiquei contra a fábula que os heterodoxos narraram sobre a papisa Joana, fábula ímpia cujas bases destruí de um modo invencível.

Crônicas contemporâneas investigam a época do reinado de Joana. O principal argumento é que esses historiadores, sendo prelados, padres e monges, todos zelosos partidários da Santa Sé, tinham interesse em negar a ascensão escandalosa de uma mulher ao trono de São Pedro, devido à intensa misoginia característica da Igreja Católica medieval.
Um dos sinais mais interessantes da existência de Joana é um decreto publicado pela corte de Roma, proibindo que se colocasse Joana no catálogo dos papas:

Assim, acrescenta o sensato Launay, não é justo sustentar que o silêncio que se lançou sobre essa história, nos tempos imediatamente posteriores ao acontecimento, seja prejudicial à narrativa feita mais tarde. É verdade que os eclesiásticos contemporâneos de Leão IV e de Bento III, por um zelo exagerado pela religião, não falaram nessa mulher notável; mas os seus sucessores, menos escrupulosos, descobriram afinal o mistério…

Genebrardo, arcebispo de Aquisgrano, afirma que, durante perto de dois séculos, a Santa Sé foi ocupada por papas de um desregramento tão espantoso que eram dignos de serem chamados apostáticos e não apostólicos, e acrescenta que as mulheres governavam a Itália e que a cadeira pontifical se transformara numa roca (armação de madeira das imagens dos santos-de-roca). E, com efeito, as cortesãs Teodora e Marózia dispunham, segundo o seu capricho, do lugar de vigário de Jesus Cristo e colocavam no trono de São Pedro os seus amantes ou filhos ilegítimos.

## Outras lendas de mulheres na Igreja
Além da fábula da Papisa Joana, circulam diversas lendas sobre mulheres que teriam vestido o hábito sacerdotal. Uma cortesã chamada Margarida ter-se-ia disfarçado de padre e entrado para um convento de homens, onde tomou o nome de Frei Pelágio; Eugênia, filha do célebre Filipe, governador de Alexandria no reinado do imperador Galiano, dirigia um convento de frades, e não descobriu o seu sexo senão para se desculpar de uma acusação de sedução que lhe fora intentada por uma jovem.
A crônica da Lombardia, composta por um monge da Abadia do Monte Cassino, refere igualmente, segundo um padre chamado Heremberto (que escrevia trinta anos depois da morte de Leão IV), a história de uma mulher que fora patriarca de Constantinopla:

Um príncipe de Benevento, chamado Archiso, diz, teve uma revelação divina na qual um anjo o advertia de que o patriarca que ocupava então a sede de Constantinopla era uma mulher. O príncipe apressou-se a informar o imperador Basílio, e o falso patriarca, depois de despojado de todas as suas vestes diante do clero de Santa Sofia, foi reconhecido por uma mulher, expulso vergonhosamente da Igreja e encerrado num convento de religiosas.

## Tarot

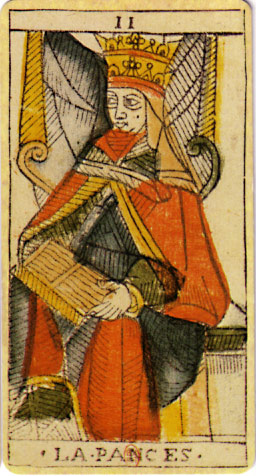
Carta A Papisa, no Tarô de Marselha.

Misteriosamente, a história foi imortalizada num arcano do tarot, a segunda lâmina, A Papisa, carta que representa a sabedoria, o conhecimento, a intuição e a chave dos grandes mistérios.

## Cultura popular
- Papisa Joana é o nome de um jogo de cartas britânico. A mais antiga referência ao "Jogo da Papisa Joana" aparece no Dicionário Oxford de Inglês em 1732, embora não se tornasse verdadeiramente popular até ao século XIX. Henry Mayhew atesta em sua London Labour and the London Poor (1851) que este jogo se tornou «hoje raro».[9]
- O romance de 1866 intitulado The Papess Joanne (Ή Πάπισσα Ίωάννα) trouxe fama mundial ao escritor Emmanuel Rhoides. Elaborado com brio literário sobre a lenda da papisa Joana, levou no entanto à sua excomunhão pela Igreja Ortodoxa Grega.
- O filme Pope Joan foi lançado em 1972, com Liv Ullmann como Joana, com participação de Olivia de Havilland e Trevor Howard como papa Leão IV.
- Donna Woolfolk Cross escreveu em 1996 o romance Pope Joan, adaptado para o cinema (Pope Joan, que foi lançado em 22 de outubro de 2009 na Alemanha com o título Die Päpstin).[10]
- A lenda da Papisa Joana foi a base para a história de Giovanna da revista em quadrinhos do Fantasma, escrita por Ingebjørg Berg Holm, desenhada por Dick Giordano e publicada pela primeira vez em 2003.
- Pope Joan é o título de um dos poemas do poeta laureado Carol Ann Duffy A coleção The World's Wife.
- O livro de 2006 Sign of the Cross, de Chris Kuzneski, propaga a lenda, descrevendo a papisa Joana como uma escriba inglesa que morreu pouco depois de se tornar papa ao dar à luz durante uma procissão pública, perante a multidão.
- A lenda da Papisa Joana é contada no capítulo 34 da novela Le Mystère des Dieux por Bernard Werber.
- Há uma canção de Randall Goodgame em seu álbum "War and Peace" intitulada The Legend of Pope Joan, sobre a lenda em si.
- No videogame Persona 5, lançado para Playstation 4, a personagem Makoto Niijima possui uma 'Persona' de nome Johanna, tendo esta sido baseada na Papisa Joana, que também é mencionada em questionários durante o jogo.
- No Tarot de Marselha, a carta 2, La Papesse, pode se referir à Papisa Joana. Representa uma mulher sábia e com capacidade de expressar-se, sentada com pesadas vestes, recatada e segurando um livro.

## Adaptações literárias
O material lendário sobre a mulher que ocupou o trono papal, despertou o interesse não somente em historiadores e teólogos, mas também em editores literários, teatrólogos, compositores, cartunistas, etc.
- Boccaccio, Joana anglica o Papade, do livro De claris mulieribus, de 1374;
- Dietrich Schernberg, Spiel von Frau Jutten, editado em 1485; depois em Eislebener 1565; reportado por Manfred Lemmers, em seus Textos do final da Idade Média e início do período moderno e por Erich Schmidt, Berlim, 1971 (drama em verso espiritual)
- Hans Sachs,  Historia de Joana Angélico, a Papisa. Ed. por Adelbert von Keller. Biblioteca Associação de Litterarische Stuttgart Vol oitavo Tübingen 1874, pp 652–655.
- Achim von Arnim. O Papa Joana - Peça Teatral. Berlim, 1813 (drama romântico Universal)
- Wilhelm Smets.  O conto do Papa Joana rediscutido. pappers e Kohnen, Colónia, 1829
- Emmanouil Roidis, A Papisa Ioanna. 1866
- Paul von Friedrich. A Papisa Joana. Geschichte Ihre wahre. Aus d. Neugriech. Bergisch-Gladbach, Bastei-Lübbe 2000, ISBN 3-404-14446-5 (Estudo da Idade Média, romance histórico)
- Ludwig Gorm. A Papisa Joana. Novela. Delfim-Verlag, Munique 1912
- Bertolt Brecht. O Papa Joana: Tomo Vol 10 ISBN 3-518-40010-X (Peça teatral - fragmento)
- Donna Woolfolk Cross. Papa Joana, em 1996 (romance histórico)
- Papa Joana. Berlin, Ruetten e Loening, 1996, ISBN 3-352-00527-3
- Klaus Völker (eds). Papa Joana, Um livro de leitura. Wagenbach, Berlim, 1977, ISBN 3-8031-2031-4.
- Hugo N. Gerstl, "The Story of the Only Female Pope". Romance. Dekel Publishing House, Telavive, 2005, tradução portuguesa (Portugal): "O Cronista" : a História da Papisa Joana", trad. : Claudete Soares. Lisboa: Estampa, 2006
- Michael E. Habicht,Päpstin Johanna. Ein vertuschtes Pontifikat einer Frau oder eine fiktive Legende? epubli, Berlin 2018 ISBN 978-3-746757-36-0.
- Joan Morris, Pope John VIII, an English Woman, Alias Pope Joan Vrai Publishers, London 1985 ISBN 978-0951027219.

## Adaptações cinematográficas
- Pope Joan (Joana, a Mulher que foi Papa no Brasil), com Liv Ullmann no papel-título, dirigido por Michael Anderson, Grã-Bretanha, 1972
- A Papisa Joana (Die Päpstin), com Johanna Wokalek no papel-título, dirigido por Sönke Wortmann, Alemanha/Grã-Bretanha, 2009.